# Langues scandinaves

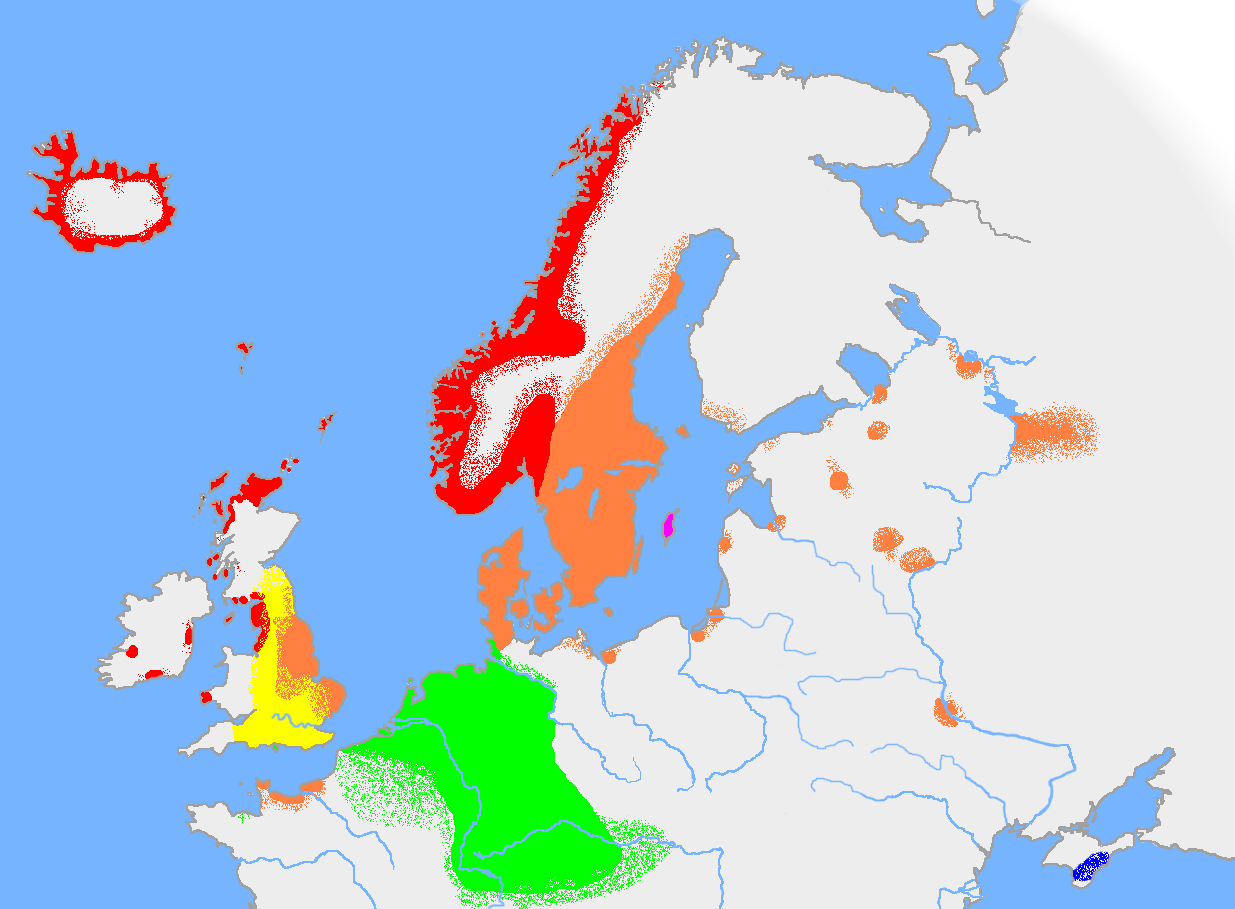
Les langues germaniques vers 900.

| Les langues germaniques en Europe : - En bleu clair : langues scandinaves occidentales - En bleu foncé : langues scandinaves orientales |

| Classification alternative des langues scandinaves - En bleu : langues scandinaves continentales - En vert : langues scandinaves insulaires |

Les langues scandinaves, ou langues germaniques septentrionales, sont un groupe de langues étroitement apparentées, essentiellement parlées dans les pays scandinaves. Elles forment une branche des langues germaniques, elles-mêmes sous-ensemble des langues indo-européennes. Les deux autres sous-familles germaniques sont les langues germaniques occidentales et les langues germaniques orientales, aujourd'hui éteintes. Environ 20 millions de personnes parlent une langue scandinave comme langue maternelle.

## Histoire
Les langues scandinaves commencent à se différencier des autres langues germaniques vers l'an 200. Après les périodes du proto-norrois et du vieux norrois, elles se scindent en deux branches : une branche orientale, comprenant le danois et le suédois, ainsi qu'une branche occidentale, comprenant le norvégien, le féroïen et l'islandais, pour ces deux dernières apportées par les colons scandinaves aux îles Féroé et en Islande vers l'an 800. Également apparenté aux langues scandinaves, le norne voit le jour aux Orcades et aux Shetland pour finalement s'éteindre vers 1700.
Au Moyen Âge, les locuteurs de toutes les langues scandinaves peuvent se comprendre mutuellement et considèrent parler la même langue, appelée langue danoise jusqu'au XIIIe siècle en Suède et en Islande. Au XVIe siècle, les Danois et les Suédois se réfèrent toujours à une unique langue scandinave, comme en témoignent l'introduction de la première traduction de la Bible en danois ainsi que l'Historia de Gentibus Septentrionalibus (Histoire des peuples du Nord) d'Olaus Magnus.

## Classification
Traditionnellement, les langues scandinaves sont divisées en deux branches principales, occidentale et orientale, dérivées respectivement des dialectes occidentaux et orientaux du vieux norrois. Les langues scandinaves orientales subirent une forte influence du moyen bas allemand pendant la période d'expansion hanséatique.
Une autre classification, mettant l'accent sur la compréhension mutuelle plutôt que sur un modèle en arborescence, aboutit à placer le norvégien, le danois et le suédois dans un groupe continental, tandis que le féroïen et l'islandais se retrouvent dans le groupe des langues scandinaves insulaires. Du fait de la longue union politique entre le Danemark et la Norvège, le norvégien traditionnel standard (bokmål) partage l'essentiel de son vocabulaire et de sa grammaire avec le danois, et suivait pratiquement la même orthographe jusqu'à la réforme de 1907. Pour cette raison, le bokmål est parfois considéré comme appartenant au sous-groupe oriental et le nynorsk au sous-groupe occidental. Cependant, la prononciation du danois s'est davantage distanciée de la forme écrite, avec un phénomène de réduction et d'assimilation des consonnes et voyelles et la prosodie du stød. 

### Compréhension mutuelle
La compréhension mutuelle des langues scandinaves continentales est asymétrique. Les locuteurs du norvégien seraient les plus aptes à comprendre les autres langues du groupe, tandis que les locuteurs du danois à Copenhague et les suédophones de Stockholm auraient les plus grandes difficultés de compréhension. Les suédophones seraient également le groupe aux aptitudes les plus inégales.[réf. nécessaire]

### Langues scandinaves occidentales
- vieux norrois (éteint)
- islandais
- norvégien nynorsk (landsmål)
- féroïen
- norne (éteint)
- rodi

### Langues scandinaves orientales
- danois
- jute (éteint)
- norvégien bokmål (riksmål)
- suédois
- dalécarlien
- gutnisk

## Code
- Étiquette d'identification de langues IETF : gmq